# يان نيبومنياتشي
يان ألكسندروفيتش نيبومنياتشي (بالروسية: Ян Алекса́ндрович Непо́мнящий) ولد في 14 يوليو 1990 وهو أستاذ دولي روسي في الشطرنج.
فاز نيبومنياتشي بلقب البطولة الروسية للشطرنج ولقب البطولة الأوروبية للأفراد وفاز كذلك ببطولة تال ميموريال 2016 وأيروفلوت المفتوحة سنة 2008 و 2015. فاز بالبطولة العالمية للفرق في الشطرنج كعضو في الفريق الروسي في أنطاليا 2013 وأستانا 2019. فاز نيبومنياتشي بالبطولة الأوروبية للفرق في الشطرنج في ريكيافيك مع الفريق الروسي.
في أكتوبر 2016، كان تصنيف نيبومنياتشي الرابع عالميا في كل من الشطرنج السريع والشطرنج الخاطف. فاز بمدالينين فضيتين في بطولة العالم للشطرنج السريع وميدالية فضية في بطولة العالم للشطرنج الخاطف وكذلك فاز ببطولة أورديكس المفتوحة 2008. في ديسمبر 2019 تأهل نيبومنياتشي إلى بطولة المرشحين 2020 بفضل حصوله على المركز الثاني في بطولة الجائزة الكبرى للاتحاد الدولي للشطرنج 2019.

## روابط خارجية
- يان نيبومنياتشي على موقع الاتحاد الدولي للشطرنج (الإنجليزية)
- يان نيبومنياتشي على موقع مباريات الشطرنج (الإنجليزية)
- يان نيبومنياتشي على موقع 365Chess.com (الإنجليزية)
- يان نيبومنياتشي على موقع Chesstempo.com (الإنجليزية)
- يان نيبومنياتشي سجل أولمبياد الشطرنج على موقع OlimpBase.org (الإنجليزية)